# Luciana Stegagno-Picchio
Luciana Stegagno-Picchio (* 26. April 1920 in Alessandria; † 28. August 2008 in Rom) war eine italienische Romanistin, Lusitanistin, Brasilianistin, Übersetzerin und Literaturwissenschaftlerin.

## Leben und Werk
Luciana Picchio studierte Klassische Philologie und Archäologie an der Universität Turin und an der Universität La Sapienza in Rom (Abschluss 1942). Sie fügte ein Portugiesischstudium an. 1944 heiratete sie den Arzt Giannantonio Stegagno. 1956 wurde sie Universitätsassistentin. Dann lehrte sie Portugiesisch von 1959 bis 1968 an der Universität Pisa und ab 1969 an der Universität Rom. Sie war Gründungsherausgeberin der Zeitschrift Quaderni portoghesi (1977–1984) und Mitherausgeberin der Zeitschrift Letteratura d'America.
Luciana Stegagno-Picchio war korrespondierendes Mitglied der Academia Brasileira de Letras (2000) und Ehrendoktorin der Universität Lissabon (1997/1998).
2004 wurde sie von Staatspräsident Carlo Azeglio Ciampi mit dem Verdienstorden der Italienischen Republik (Großoffizier) ausgezeichnet.
Der Slawist Riccardo Picchio ist ihr Bruder.

## Werke
- Storia del teatro portoghese, Rom 1964 (portugiesisch, Lissabon 1969).
- Profilo storico della letteratura drammatica portoghese, Mailand 1967.
- Ricerche sul teatro portoghese, Rom 1969.
- La letteratura brasiliana, Florenz 1972 (696 Seiten); Turin 1997 (751 Seiten).
  - (rumänisch) Literatura braziliana, Bukarest 1986 (692 Seiten).
  - (portugiesisch) História da literatura brasileira, Rio de Janeiro 1997, 2004 (743 Seiten).
  - (tschechisch) Dějiny brazilské literatury, Prag 2007 (693 Seiten).
- A lição do texto. Filologia e literatura. 1. Idade média, Lissabon 1979.
- La littérature brésilienne, Paris 1981, 1996 (Que sais-je? 1894).
  - Literatura brasileira. Das origens a 1945, São Paulo 1988.
- La méthode philologique. Ecrits sur la littérature portugaise. I. La poésie. II. La prose et le théâtre, 2 Bde., Paris 1982 (Vorwort von Roman Jakobson).
- Profilo della letteratura brasiliana, Rom 1992.
- La terra dei lotofagi. Poesie con note, Mailand 1993.
- Mar aberto. Viagens dos portugueses, Lissabon 1999.
- José Saramago. Istantanee per un ritratto, Florenz 2000.
- Nel segno di Orfeo. Fernando Pessoa e l'avanguardia portoghese, Genua 2004.
- Breve storia della letteratura brasiliana, Genua 2005.

### Herausgebertätigkeit
- (Hrsg.) Antologia della poesia portoghese e brasiliana, Rom 2004.

Herausgabe von Werken u. a. von Murilo Mendes, Fernando Pessoa, José Saramago, Jorge Amado und Jorge de Sena.